# Södra Chungcheong
Södra Chungcheong är en provins i västra Sydkorea. Provinsen skapades ur västra Chungcheong-provinsen vid en administrativ reform 1896. Provinsen har 2 185 575 invånare (2020) och en area på 8 246 km². Provinsens administrativa huvudort är köpingen Hongbuk-eup i kommunen Hongseong-gun.

## Administrativ indelning
Provinsen är uppdelad i åtta städer (si) och sju landskommuner (gun).
| Karta             | Nr             | Namn   | Hangul | Hanja   | Folkmängd 31 dec 2020 |
| ----------------- | -------------- | ------ | ------ | ------- | --------------------- |
|                   |                |        |        |         |                       |
| — Städer —        |                |        |        |         |                       |
| 1                 | Cheonan        | 천안시 | 天安市 | 676 996 |                       |
| 2                 | Asan           | 아산시 | 牙山市 | 333 101 |                       |
| 3                 | Seosan         | 서산시 | 瑞山市 | 179 669 |                       |
| 4                 | Dangjin        | 당진시 | 唐津市 | 171 699 |                       |
| 5                 | Gongju         | 공주시 | 公州市 | 106 536 |                       |
| 6                 | Nonsan         | 논산시 | 論山市 | 120 540 |                       |
| 7                 | Boryeong       | 보령시 | 保寧市 | 103 088 |                       |
| 8                 | Gyeryong       | 계룡시 | 雞龍市 | 43 031  |                       |
| — Landskommuner — |                |        |        |         |                       |
| 9                 | Hongseong-gun  | 홍성군 | 洪城郡 | 102 458 |                       |
| 10                | Yesan-gun      | 예산군 | 禮山郡 | 80 112  |                       |
| 11                | Buyeo-gun      | 부여군 | 扶餘郡 | 66 472  |                       |
| 12                | Seocheon-gun   | 서천군 | 舒川郡 | 53 143  |                       |
| 13                | Taean-gun      | 태안군 | 泰安郡 | 63 598  |                       |
| 14                | Geumsan-gun    | 금산군 | 錦山郡 | 53 561  |                       |
| 15                | Cheongyang-gun | 청양군 | 靑陽郡 | 31 571  |                       |